# IFTTT
IFTTT는 사용자가 전 세계의 이벤트에 대한 응답을 프로그래밍할 수 있는 서비스를 운영하는 민간 상업 기업이다.
IFTTT는 다양한 일상 서비스 제공업체와 파트너십을 맺고 있으며 공개 API를 사용하여 플랫폼을 통해 서로 통합하고 있다. IFTTT에 이벤트 알림을 제공한다. 사용자는 관련 명령을 실행하여 이러한 이벤트에 응답할 수 있는 애플릿을 작성할 수 있다.

## 개요
IFTTT의 뜻은 "If This Then That"에서 따온 것으로 "만약에 그러하면 그러하다"라는 의미를 가지고 있다. 예를 들어 IFTTT을 이용하여 특정 해시태그로 트윗할 경우 이를 자동으로 누군가에게 이메일을 보내는 애플릿을 만드는 것이 가능하며, 자신이 페이스북에서 태그된 사진을 드랍박스에 자동으로 저장할 수 있다. IFTTT는 포브스, 타임지, 뉴욕타임스 등 다수의 언론으로부터 좋은 평가를 받았다.

## 용어
- Service : IFTTT로 관리할 수 있는 소프트웨어를 의미하며 보다 세부적으로 소프트웨어의 계정을 의미한다. 현재 IFTTT에서는 복수의 채널을 허용하지 않는다. 즉, 한개의 IFTTT 아이디로 두개의 페이스북 아이디를 관리할 수 없다.
- Trigger : "If This Then That"에서 This를 의미하며 조리법이 동작하기 위한 조건을 말한다.
- Actions : "If This Then That"에서 That을 의미하며 This 조건이 동작할 경우 나타나는 효과를 말한다.

## 주요 조리법
- 특정 해시태그(#)가 붙은 인스타그램 사진을 드롭박스에 저장하라
- 구글 캘린더 일정을 투두이스트 앱에 등록하라
- NASA에서 발표한 오늘의 우주 사진을 포켓으로 보내라
- 내 안드로이드폰에 저장된 사진을 메일로 보내라
- 인스타그램에 올라온 사진을 자동으로 안드로이드폰 배경 화면으로 지정해라
- 특정 장소(사무실)에 도착하면 안드로이드폰을 진동 모드로 바꿔라
- 내일 비가 오면 아이폰 알림으로 알려줘라
- 아이폰 스크린샷을 원노트로 보내라
- 새로운 트위터 팔로워가 생길 때마다 구글 드라이브 시트에 저장해라
- 특정 라벨이 붙은 지메일을 에버노트에 저장해라